# Ларс Магнус Ерікссон
Ларс Магнус Ерікссон(5 травня 1846 – 17 грудня 1926) —шведський винахідник, підприємець та засновник компанії виробника телекомунікаційного обладнання Ericsson (incorporated as Telefonaktiebolaget LM Ericsson).